# Оргіївський район
Оргіївський район або Оргей (рум. Orhei) — район у центральній Молдові. Адміністративний центр — Оргіїв.
Національний склад населення згідно з Переписом населення Молдови 2004  та 2014 років.
| етнічна група     | 2004           | 2004      | 2014           | 2014      |
| етнічна група     | кількість осіб | частка, % | кількість осіб | частка, % |
| ----------------- | -------------- | --------- | -------------- | --------- |
| молдовани/румуни  | 108 722        | 93,51     | 96 485         | 95,06     |
| українці          | 4 520          | 3,89      | 3 051          | 3,00      |
| росіяни           | 2 216          | 1,91      | 1 297          | 1,28      |
| цигани            | 221            | 0,19      | 84             | 0,08      |
| ґаґаузи           | 113            | 0,10      | 55             | 0,05      |
| болгари           | 90             | 0,08      | 60             | 0,06      |
| євреї             | 46             | 0,04      | ...            | ...       |
| поляки            | 23             | 0,02      | ...            | ...       |
| інші / не вказали | 320            | 0,28      | 470            | 0,47      |
| Всього            | 116 271        | 100       | 101 502        | 100       |

Повсякденна мова мешканців району (2014):
| Мова                 | кількість осіб | частка, % |
| -------------------- | -------------- | --------- |
| молдовська/румунська | 95 144         | 93,74     |
| російська            | 3 901          | 3,84      |
| українська           | 1 689          | 1,66      |
| інші                 | 163            | 0,16      |
| не вказали           | 605            | 0,60      |
| всього               | 101 502        | 100       |